# Del manicomio al matrimonio
Del manicomio al matrimonio es una película peruana de 1913. Es la segunda película de cortometraje argumental realizada en Perú. Fue producida por Juan Armengol, dirigida por el cineasta Fernando Lund y escrita por María Isabel Sánchez Concha.

## Historia
El cortometraje apareció en respuesta a Negocio al agua de la Empresa del Cinema Teatro, productora cinematográfica rival de la Compañía Internacional Cinematográfica. Fue filmada por el francés Fernando Lund con un guion de María Isabel Sánchez Concha.
Fue estrenada, junto a otras piezas fílmicas, el 11 de julio de 1913 en el Teatro Municipal de Lima.

## Argumento
El escritor Edmundo Alamares se enamora de una prima, que a su vez es alumna de su padre. Alamares le regala un anillo de compromiso pero su primo se entera de las intenciones y se inicia una gresca. Alamares pierde el juicio y es internado en un manicomio, donde un médico le desatiende a pesar de que cobra por atenderle. Finalmente, con la ayuda de su prima, Edmundo logra escapar, desenmascarar a los impostores, reconciliarse con su primo y casarse con su amada.